# Bündnis Grundeinkommen
Bündnis Grundeinkommen (BGE) är ett tyskt politiskt enfrågeparti, med ovillkorlig basinkomst som enda politiska mål, grundat 2016 och som den 24 september 2017 ställde upp i valet till Förbundsdagen för första gången. Partiet fick totalt, sett över hela landet, 97 386 röster, vilket motsvarade 0,2 procent.. Partiledare är Susanne Wiest, en tysk basinkomstaktivist från Greifswald) som blev känd för allmänheten 2009 genom en namninsamling för basinkomst riktad till Förbundsdagen Partiet har sedan april 2017 lokalföreningar i alla förbundsländer (alla tyska delstater).

## Förbundsdagsvalet 2017
Partiet deltog i valet till den tyska förbundsdagen som ägde rum den 7 juli 2017. Totalt fick partiet 97 386 röster (0,2 procent).. Bäst gick det i Bremen och Hamburg, där partiet fick omkring 0,5 procent.

### Spetskandidater (listettor)
| Delstat           | Spetskandidat  | Källa  |
| ----------------- | -------------- | ------ |
| Baden-Württemberg | Uschi Bauer    | [ 9 ]  |
| Niedersachsen     | Hans Stallkamp | [ 10 ] |